# Archytas goncalvesi
Archytas goncalvesi är en tvåvingeart som beskrevs av Guimaraes 1963. Archytas goncalvesi ingår i släktet Archytas och familjen parasitflugor. Inga underarter finns listade i Catalogue of Life.